# Ursula Franklin
Ursula Martius Franklin (16 de septiembre de 1921-22 de julio de 2016), fue una metalúrgica canadiense, física investigadora, autora y educadora que ha enseñado en la Universidad de Toronto durante más de 40 años. Es la autora de El Verdadero Mundo de la Tecnología, basado en las Conferencias Massey de 1989, Las Lecturas de Ursula Franklin: Pacifismo Como un Mapa, una colección de sus documentos, entrevistas y conversaciones y Ursula Franklin Habla: Pensamientos y Reflexiones, que contiene 22 de sus discursos y cinco entrevistas que ocurrieron entre 1986 y el 2012. Fue practicante en la Quaker y ha participado activamente en honor de causas pacifistas y feministas. Además, ha escrito y hablado extensamente sobre la inutilidad de la guerra y la conexión entre la paz y la justicia social. Recibió numerosos honores y premios, incluyendo el Premio del Gobernador General en Conmemoración del Caso Personas para la promoción de la igualdad de las niñas y las mujeres en Canadá, así como la Medalla de la Paz Pearson por su trabajo en la promoción de los derechos humanos. En 2012, fue admitida en el Salón Canadiense de la Fama de Ciencia e Ingeniería. Inclusive, una escuela secundaria de Toronto fue nombrada en su honor (Ursula Franklin Academia).
Es conocida por sus escritos sobre los efectos políticos y sociales de la tecnología. Para ella, la tecnología es mucho más que máquinas, aparatos o transmisores electrónicos. Es un completo sistema que incluye métodos, procedimientos, organización, "y sobre todo, una mentalidad". Ella hace distinción entre la tecnología "holística" utilizada por artesanos y la prescriptivo, asociada a una división del trabajo en la producción a gran escala. Las tecnologías holísticas les permiten a los artesanos controlar su propio trabajo de principio a fin; mientras que las tecnologías prescriptivas organizan el trabajo como una secuencia de pasos que requieren supervisión por parte de los jefes o gerentes de cada organización. Franklin argumenta que el predominio de la preceptivas tecnologías en la sociedad moderna, desalienta el pensamiento crítico y promueve "una cultura de cumplimiento".
Algunos creen que Ursula Franklin pertenece a la tradición intelectual de Harold Innis y Jacques Ellul, quienes advierten sobre la tendencia de la tecnología para suprimir la libertad y poner en peligro la civilización. La misma Franklin reconoció a Ellul, así como a varios otros pensadores incluyendo Lewis Mumford, C. B. Macpherson, E. F. Schumacher y Vandana Shiva.

## Carrera y primeros años de vida
Nació en Munich, Alemania el 16 de septiembre de 1921. Su madre era judía y su padre provenía de una familia alemana. Debido a la persecución nazi de los judíos, sus padres trataron de enviar a su único hijo a la escuela en Gran Bretaña cuando la Segunda Guerra Mundial estalló, pero los británicos se negaron a emitir visas de estudiante a personas menores de 18 años. Sus padres fueron internados en campos de concentración, mientras que Ursula fue enviada a un campo de trabajo forzado. Milagrosamente, la familia sobrevivió el Holocausto para finalmente reunirse en Berlín después de la guerra.
Franklin ha mencionado que decidió estudiar ciencias porque ella fue a la escuela cuando la enseñanza de la historia fue censurada. "Recuerdo un placer verdadero subversivo", dijo a un entrevistador muchos años después, "que no era ninguna palabra de autoridad la que podría cambiar las leyes de la física o la conducta de matemáticas." En 1948, Franklin recibió su doctorado en física experimental en la Universidad Técnica de Berlín. Ella comenzó a buscar oportunidades para salir de Alemania después de darse cuenta no había ningún lugar para alguien que se opone fundamentalmente al militarismo y a la opresión. Franklin se mudó a Canadá después de recibir una oferta para una beca postoctoral de la Universidad de Toronto (U de T). Posteriormente trabajó durante 15 años (1952-1967) como científica senior de la Fundación de Investigación de Ontario. Finalmente, en 1967, Franklin se convirtió en la primera profesora mujer de la Facultad de Ingeniería en Universidad de Toronto, donde se le reconoce como una experta en metalurgia y en Ingeniería y Ciencia de los Materiales.

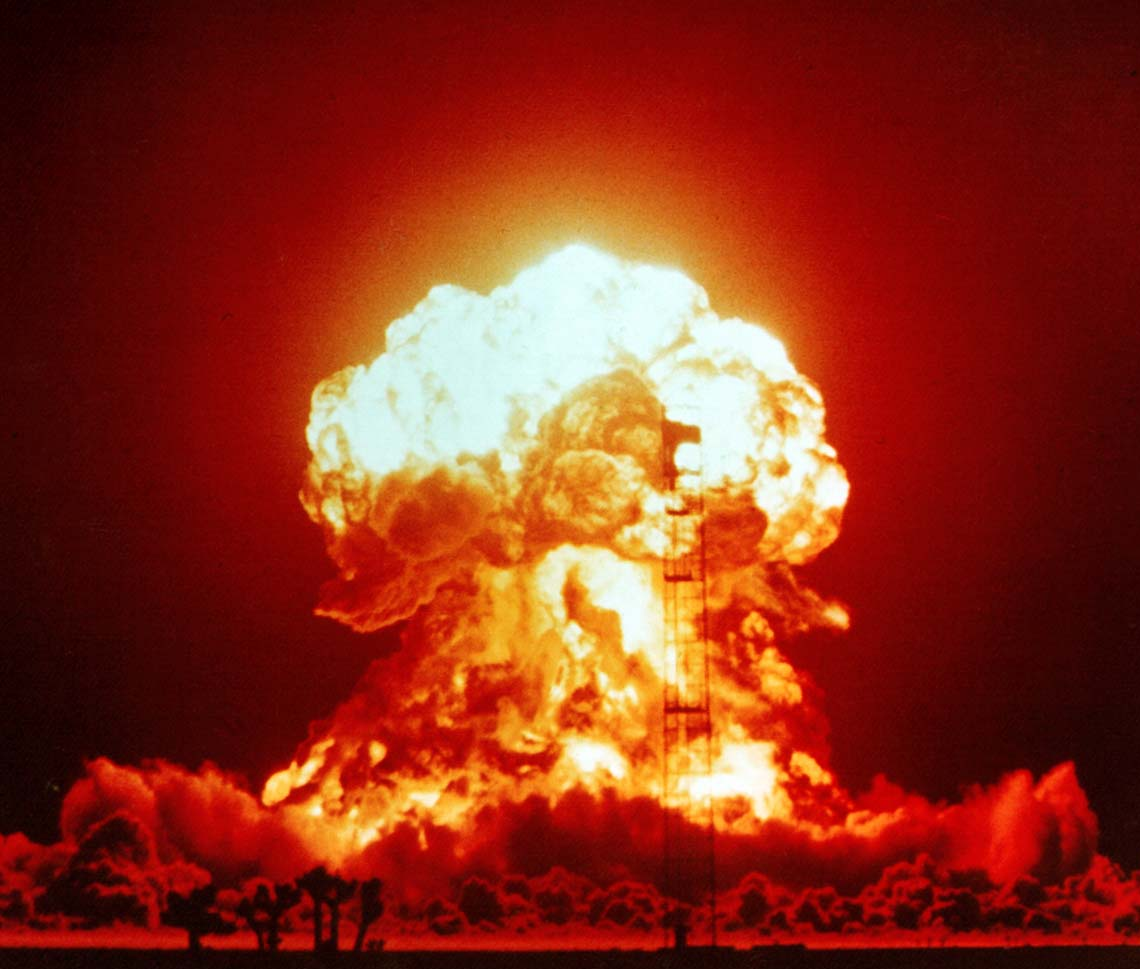
Prueba de armas nucleares en Estados Unidos en 1953. Franklin ayudó a la prueba final.

Franklin fue pionera en el campo de la Arqueometría, que aplica el análisis de los materiales modernos a la arqueología. Por ejemplo, trabajó en la datación de bronce prehistórico, artefactos de cobre y cerámicas. Durante los inicios de la década de 1960, investigó los niveles de estoncio-90—un isótopo radioactivo en los residuos nucleares de pruebas de armas nucleares—en los dientes de los niños. Sus investigaciones han contribuido a cesar las pruebas de armas nucleares. Franklin ha publicado más de un centenar de trabajos científicos y contribuciones a libros sobre la estructura y propiedades de los metales y aleaciones, así como sobre la historia y los efectos sociales de la tecnología.
Como miembro del Consejo de Ciencia de Canadá, durante los años setenta, presidió un influyente estudio sobre recursos de conservación y protección de la naturaleza. Dicho estudio concluyó en 1977, y fue llamado Canadá como un Conservador de la Sociedad. En él, se recomienda una amplia gama de medidas destinadas a reducir el consumo desmedido y la degradación ambiental que ocurre como consecuencia. El trabajo de ese estudio le ayudó a Franklin a generar varias ideas sobre la complejidad de la teccnología moderna y la sociedad.
Franklin fue también un miembro activo en Voz de las Mujeres (VOW por sus siglas en inglés para Voice of Women), ahora la Voz Canadiense de las Mujeres por la Paz, una de las principales organizaciones sociales en Canadá. En 1968, entre ella y la presidenta nacional de VOW (Muriel Duckworth) presentaron un resumen a House of Commons afirmando que Canadá y los Estados Unidos habían establecido un acuerdo comercial militar sin un debate público adecuado. Argumentaron que estos acuerdos comerciales hicieron difícil para Canadá el adoptar posiciones de política exterior independientes, por ejemplo pedir una retirada militar inmediata de EE. UU. de Vietnam del Sur. En 1969, Franklin y Duckworth convocaron un comité con el Senado canadiense para recomendar que Canadá descontinuara su guerra química y el uso de armas biológicas y en su lugar se destinara el presupuesto en investigación ambiental y medicina preventiva. Franklin fue también parte de una delegación en VOW de 1969 que incitó al Gobierno de Canadá de retirarse de la organización del Tratado del Atlántico del Norte y así establecer un organismo especial para supervisar el desarme de Canadá.
Durante los años 80, Franklin participó en una campaña organizada para ganar el derecho de los objetores de conciencia para desviar parte de sus impuestos sobre la renta de usos militares para fines pacíficos. Su trabajo realizado en 1987, escrito en apoyo a la campaña, sostuvo que el derecho reconocido a rechazar el servicio militar por motivos de conciencia debe ampliarse para incluir el derecho de negarse a pagar impuestos para la preparación de la guerra. Ursula afirmó que la libertad de consciencia de la Carta Canadiense de Derechos y Libertades garantizaba esta forma de objeción por consciencia. Dicho trabajo fue parte de una apelación a la Corte Suprema de Canadá. Los tribunales inferiores habían condenado las retenciones puesto que consideraban que con esto violaban la Ley de Impuesto sobre la Renta. Sin embargo, en 1990 la Corte Suprema se negó a escuchar la apelación.
Posterior al retiro de Franklin, ella y otras muchas profesoras presentaron una demanda colectiva contra la Universidad de Toronto alegando que habían sido injustamente retribuidas puesto que habían recibido un salario menor comparado con el de los hombres que trabajaban a la par con ellas. En 2002, la demanda fue concluida cuando la Universidad reconoció que muchas de sus profesoras habían sufrido de las barreras de género y paga debido a la discriminación durante sus carreras. Como resultado, alrededor de 60 profesores mujeres jubiladas recibieron una remuneración por equidad destinado a compensar los bajos salarios y pensiones que habían recibido cuando laboraban.
Franklin sigue teniendo una fuerte relación con la Universidad de Massey de Toronto como un alto miembro permanente y residente principal. Sus diferentes actividades incluyen incentivar a los jóvenes a seguir carreras en ciencia, promover la paz y la justicia social, así como hablar y escribir acerca de los efectos sociales de la ciencia y la tecnología. Muchos de sus artículos y discursos sobre el pacifismo, el feminismo, la tecnología y la enseñanza se encuentran reunidos en "Ursula Franklin Reader", publicado en 2006. Franklin es también la autora del Mundo Real de Tecnología que se basa en sus Conferencfias Massey Lectures emitidos en CBC Radio en 1989.
En abril de 2013, Franklin le donó al Instituto Confucio de Seneca College de Toronto, su extensa colección de escritos dedicados a la cultura y la historia de China. La colección incluye más de 220 textos, libros, publicaciones y revistas que interpretan la cultura y la historia de China desde la perspectiva de los estudiosos occidentales. También contenía algunos de los propios documentos y archivos de trabajo de la propia Franklin.

## Pacifismo, feminismo y la guerra

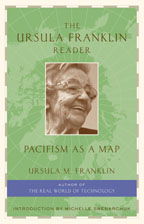
Portada del libro de Franklin en 2006: Libro sobre pacifismo, feminismo, tecnología y aprendizaje

Ursula Franklin explica en un preludio de su colección de documentos, entrevistas de 2006 y habla de su interés de por vida en las estructuras, en lo que ella llama "la disposición y la interacción de las partes dentro de un todo", ha estado en la raíz de la mayoría de sus actividades. Retomando desde 40 años después, añade, "puedo ver cómo he tratado de luchar con una sola pregunta fundamental: ¿Cómo se puede vivir y trabajar como un pacifista en el aquí y ahora y ayudar a estructurar un sociedad en la que la opresión, la violencia y las guerras disminuirían y la cooperación, la igualdad y la justicia se levantarían?" Como parte de la respuesta, Ursula hace uso de la metáfora de la cartografía para explicar su viaje intelectual: "Cada vez con más frecuencia, encontré que los mapas de la sabiduría convencional eran inadecuados para mis viajes," escribe. "Me convertí en una persona incapaz e indispuesta a orientar mi vida según mapas nacionales que representan a los reinos de 'ellos' y 'nosotros', de los buenos y malos, de ganar, vencer y ser derrotado; en definitiva, todos esos mapas dibujados para viajar hacia un beneficio privado y avance personal." Franklin concluye que ella se ha guiado en la comprensión de lo que ella llama "el mundo real" por "los mapas de pacifismo y feminismo".

### Pacifismo y consciencia
El pacifismo de Franklin y su visión de la vida es lo que ella llama "la visión Quaker del mundo". La conciencia individual se encuentra en el corazón de la visión. De ese modo, la necesidad de discernir las formas adecuadas de trabajar por la paz en cada tiempo y lugar, "en vezr de depender de un dogma de reglas invariables de conducta". Señaló que durante más de 300 años, los miembros cuáqueros (Quaker en inglés) se han opuesto a la guerra y a la violencia, así como al servicio militar y el servicio militar obligatorio. Ellos han trabajado en la reconciliación, la investigación para la paz y el desarme, además de que en muchos países se han ganado el derecho de los objetores de conciencia a realizar el servicio alternativo en lugar de tomar parte en la guerra.
Franklin señala que los principios cuáqueros no han cambiado, pero la tecnología ha cambiado la naturaleza de la guerra. En una sociedad tecnológica moderna, ya no hay un límite claro entre la guerra y la paz. La guerra es la planificación constante en tiempos de paz y cuando se libran guerras, las mujeres y los niños se convierten en objetivos. Las naciones ya no depende principalmente de reclutas militares de reclutamiento, sino que se basan en sistemas de armas avanzadas que son costosas de construir o adquirir. Escribió que la carrera armamentista es impulsada por un "imperativo tecnológico", que requiere la creación de un enemigo como una institución social permanente.:
Modernas armas tecnológicas, incluyendo la investigación y el desarrollo requerido, son particularmente pesadas en cuanto a capital y son muy costosas. El tiempo entre la investigación inicial y el despliegue de sistemas de armas puede ser tan largo como una década, durante la cual el gobierno debe proporcionar la seguridad financiera y la justificación política para el proyecto. En otras palabras, el Estado no sólo proporciona la financiación, sino también identifica a un enemigo externo creíble que justifique dichos gastos.
Franklin señala que la naturaleza tecnológica de la guerra requiere que los estados recauden los recursos necesarios para pagar por los dispositivos de alta tecnología diseñados para la destrucción. Por lo tanto, las personas que se oponen a la guerra se ven obligados -a través de los impuestos- a pagar por los preparativos de guerra, incluso si viola su conciencia individual.

### Paz y justicia social
En su trabajo de 1987, "Reflexiones sobre la Teología y la Paz", Ursula Franklin sostiene que "la paz no es la ausencia de guerra, la paz es la ausencia de miedo." Sin embargo, ella también afirma que el miedo a la guerra y la violencia no es la única clase del miedo que destruye la paz. Ella incluye los temores que surgen, por ejemplo, de la inseguridad económica, el desempleo y la falta de vivienda adecuada. Franklin resalta lo que ella llama "el sistema de amenaza" que maneja la gente inculcando el miedo y la incertidumbre en todos los niveles de la sociedad.
Para ella, la justicia social es el elemento esencial que se necesita para deshacerse del miedo y traer la paz. Justicia significa libertad de la opresión, pero también significa la igualdad para todos. "En los ojos de Dios", ella escribe, "todas las criaturas tienen valor y son sujetos de igual cuidado y amor; del mismo modo, en una sociedad de justicia y paz, correspondiente a todas las personas por igual." Franklin sugiere que en las sociedades orientadas a los consumidores, la guerra y la violencia son el resultado inevitable de un estilo de vida de adquisiciones, que rechazan la justicia social. Citó al historiador Lewis Mumford, quien durante el ascenso del capitalismo, los pecados de avaricia, la gula, la envidia y el lujo se convirtieron en virtudes cardinales. Mumford cree que el "cambio moral ocurrido bajo el efecto del capitalismo se puede resumir en el hecho de que los propósitos humanos, las necesidades humanas y los límites humanos ya no ejercían una dirección e influencia restrictiva sobre la industria: la gente trabajaba, no para mantener la vida, pero para aumentar el dinero y el poder y para alimentar el ego; que encuentra satisfacción en vastas acumulaciones de dinero y poder." Franklin se basa en el pensamiento de Mumford, redirigiendo las nuevas realidades mundiales, como las economías militarizadas que dependen de la producción de armas y de las fronteras nacionales que se encuentran cada vez más cerradas a los refugiados. "Cualquier teología moderna de la paz". Ella escribe: "debe, creo yo, tener en cuenta la corriente mundial hacia el "tecno-fascismo", los anti-personas, la forma de lucha contra la justicia de la gestión global y la participación en el poder que se está desarrollando en todo el mundo."

### Globalización como resultado de la guerra
Franklin cree que el fin de la Guerra Fría trajo dos cambios principales. El primero fue que la amenaza de guerra entre los Estados Unidos y la Unión Soviética fue sustituido por guerras regionales entre los estados más pequeños. El segundo fue que la guerra se ha adaptado a lo que ella llama "otra de las claves", la lucha por el dominio comercial y económica mundial. Así mismo, afirma que ahora existe una nueva forma de guerra llamada globalización y que sus campos de batalla son los mercados de valores y de divisas globales. La guerra económica define al enemigo como a todos aquellos que se preocupan por los valores de la comunidad. "Todo lo que no se puede simplemente comprar y vender". Franklin escribe: "lo que no se puede expresar en términos de dinero, de ganancias y pérdidas, de transacciones, se interpone en el camino del "mercado" como territorio enemigo para ser ocupado, transformado y conquistado." La estrategia principal en este tipo de guerra es la privatización de los dominios anteriormente públicos como la cultura, la salud, las prisiones y la educación para generar beneficios privados. Franklin sostiene que los nuevos señores de la guerra económica o "mercaderes" tienen como objetivo, por ejemplo, transformar "la mala salud o la miseria de nuestros vecinos en oportunidades de inversión para la siguiente ronda del capitalismo." Ella sostiene firmemente que las empresas de venta se han convertido en fuerzas de ocupación servidos por "gobiernos títeres que dirige el país en beneficio de los ocupantes." Franklin también ha señalado que en la política democrática, la economía es lo único que parece importar. "Canadá tiene casi nada de la política exterior", dice, "sino más bien es parte de una elaborada red de acuerdos comerciales".
Franklin hace la recomendación de que la resistencia se niegue a hablar el idioma de los ocupantes. Este lenguaje incluye términos tales como "usuarios", "prestadores de salud" y los "consumidores de la educación" para referirse a los profesores y estudiantes, médicos, enfermeras, pacientes y las comunidades. Franklin también hace hincapié a través de los tribunales y "el uso creativo de los medios electrónicos para eludir el control de las fuerzas de ocupación de la información."
Finalmente, Ursula es reconocida como una firme defensora de la "política ciudadana", un movimiento cívico que se centra en las soluciones prácticas a problemas comunes — desde la ausencia de paz hasta la falta de vivienda y la congestión del tráfico local. Para ello, utiliza un término Quaker, Franklin incita a los ciudadanos a participar en "scrupling" (en inglés), el proceso de sentarse juntos para discutir y aclarar las preocupaciones morales y políticas comunes. Ella se dedicó a escribir que la ciudadanía política no busca derrocar a los gobiernos existentes pero sí busca mejorarlos "aunque a los que ejerzan el poder les guste o no". El movimiento intenta también de defender a las comunidades de esas intenciones, mejor dicho en las palabras de Franklin: "convertir el mundo en un recurso comercial gigante, mientras se niega una casa habitable y decente a muchos de los ciudadanos del mundo."

### Guerra, falla y el incidente del 9 de septiembre
Una y otra vez en sus ensayos, conferencias y entrevistas, Ursula Franklin insiste en que la guerra y la violencia que le corresponde no están únicamente moralmente incorrectas, sino que también son inefectivas, imprácticas y costosas. Durante una entrevista por radio dos días después del atentado del 11 de septiembre en los Estados Unidos, Franklin dijo: "El pensamiento racional de que la fuerza no funciona, inclusive por una persona que lo ejerce, se nos estrelló en la cara". En un artículo de un periódico publicado justo antes del primer aniversario del 9/11, Franklin escribió: "Es crucial reconocer que la guerra y las medidas de la misma son instrumentos fundamentalmente disfuncionales para solucionar problemas. La violencia crea más violencia, la guerra llama más guerras, más enemigos y más sufrimiento."
Franklin ha sugerido que sería más efectivo si, en lugar de lanzar una Guerra Terrorista, los Estados Unidos hubieran interpretado los ataques como terremotos policíacos en lugar de un acto de guerra. Ella argumenta que las estructuras sociales y políticas son inherentemente inestables como lo son las geológicas. "Las fisuras geológicas y los terroristas humanos son creados en un contexto en el que las fuerzas pueden ser entendidas -y en algunos casos- mitigadas. Ninguno puede ser eliminado con bombas."
Franklin afirma que el militarismo es el más moderno desarrollo de las estructuras sociales jerárquicas y sistemas basados en la amenaza. "Todos ellos trabajan bajo el supuesto implícito de que algunas personas importan que mucho menos que otras y que todas las personas son de interés sólo mientras son necesarios para apoyar el sistema o para justificarlo" Ella señala que muchos prominentes defensores de los derechos de las mujeres como Jane Addams y Sylvia Pankhurst eran pacifistas. "Para mí, la lucha por los derechos de las mujeres y la oposición al militarismo en todas sus formas son dos caras de una misma moneda."
Cuando un entrevistador de Radio CBC sugirió a Franklin que sus ideas sobre la paz y la justicia no estaban conectados con lo que sucedía en realidad en las secuelas del 9/11, acordó. "Sí, tiene toda la razón. Están totalmente desconectados. Me he pasado la mayor parte de mi vida tratando de poner estos pensamientos en la corriente que toma las decisiones, y no he tenido éxito espectacular. Eso, creo, es una reflexión sobre mi habilidad en el clima de la época, no en el valor de los pensamientos".

## Sociedad tecnológica
Para Ursula, la tecnología es una serie de prácticas en el "aquí y ahora", en lugar de una matriz de máquinas y dispositivos. Es también un "sistema" comprensivo. "La tecnología incluye organización, procesos, símbolos, nuevas palabras, ecuaciones y sobre todo una mentalidad." Su definición es muy parecida a la del pensador francés Jacques Ellul y su concepto de "técnica". Igual que Ellul, Franklin afirma que los métodos tecnológicos dominan el mundo moderno. "La tecnología ha construido la casa donde todos vivimos", escribe; "al día de hoy, difícilmente existen actividades humanas que se involucren con esta casa." 
Como tal, la tecnología es un elemento central del aquí y ahora. "En el sentido más amplio del término, el aquí y ahora es nuestro entorno, es decir, todo lo que nos rodea — la superposición cambiante de la naturaleza, el entorno construido, las estructuras institucionales y sociales en la que las actividades humanas toman lugar allí, así como las propias actividades —"las cosas se hacen por aquí."" Franklin ve sus estudios de la tecnología como un intento de entender como las prácticas tecnológicas afectan el avance de la justicia y la paz.

### Tecnologías holísticas y prescriptivas
Según Ursula Franklin, la tecnología no es un conjunto de herramientas neutrales, métodos o prácticas. Ella afirma que las distintas categorías de tecnología tienen notorios y diferentes efectos sociales, así como políticos. Por ejemplo, ella hace una distinción entre las tecnologías relacionadas con el trabajo y las relacionadas con el control. Las tecnologías relacionadas con el trabajo, tales como máquinas de escribir eléctricas, están diseñadas para facilitar las tareas. Los procesamientos computarizados hacen aún más fácil escribir. Pero cuando las computadoras están conectadas en estaciones de trabajo, son parte de un sistema — un procesador de texto se convierte en una tecnología relacionada con el control. "Ahora los trabajadores pueden ser cronometrados," Franklin escribe: "las tareas pueden dividirse y la interacción entre los operadores puede vigilarse".

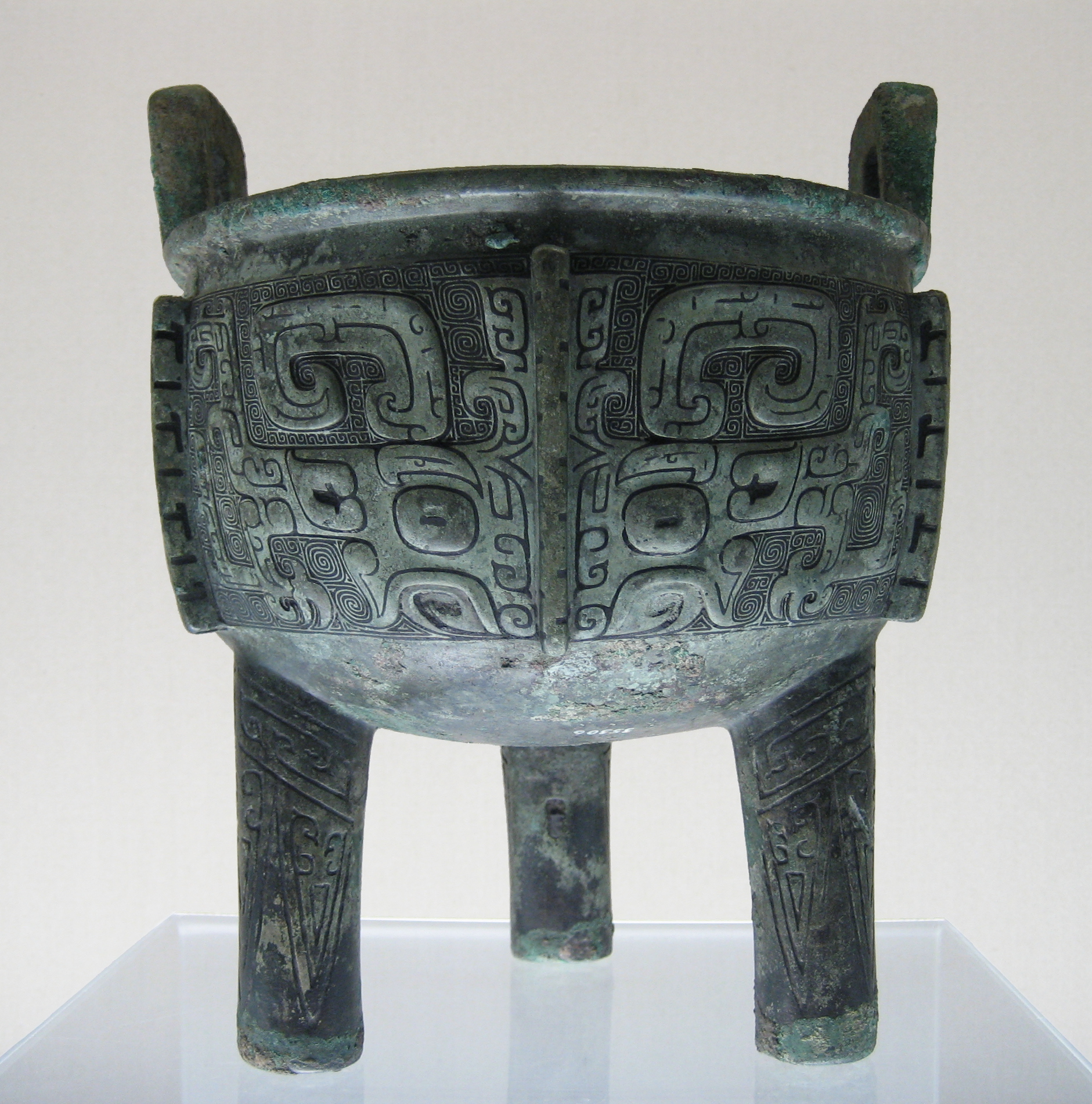
Antigua vasija china. Franklin describe los métodos prescriptivos utilizados en la producción de este tipo de vasijas rituales.

Franklin hace una extensión sobre la distinción entre el trabajo y tecnologías relacionadas con el control y las lleva al concepto más holístico y prescriptivo. Esto le permite considerar las implicaciones sociales de cómo se realiza el trabajo. Ella escribe que las tecnologías holísticas se asocian generalmente a trabajo artesanal. "Artesanos, sean alfareros, tejedores o cocineros, controlan los procesos de su propio trabajo de principio a fin." Los artesanos se pueden especializar en algún tipo especial de producto, pero tienen siempre control total del proceso de producción y cada cosa que ellos crean, es única. Las tecnologías prescriptivas, por otro lado, toman el curso del trabajo en una serie de pasos discretos estandarizados. "Cada paso se lleva a cabo por un trabajador independiente, o grupo de trabajadores, que tienen que estar familiarizados sólo con las habilidades de desempeñar ese mismo paso."
Aunque la división del trabajo inherente a las tecnologías prescriptivas se asocia generalmente a la Revolución Industrial, Franklin señala que tales métodos de producción se han utilizado desde la antigüedad. Un bastidor de bronce chino antes de 1200 A.C., por ejemplo, requiere un proceso estrictamente controlados y estrechamente supervisado, así como una estricta división del trabajo.
Franklin escribe que cuando estudiaba un bastidor de bronce como metalúrgica, descubrió "el extraordinario significado social de las tecnologías prescriptivas, me di cuenta de todo. Empecé a comprender lo que significaban, no sólo en términos de bronce de fundición, pero en términos de planificación, de organización, orden y disciplina."

### La cultura de las tecnologías de cumplimiento
Franklin argumenta que en una sociedad moderna, basada en el control, las tecnologías descriptivas dominan. "Cuando el trabajo se organiza como una secuencia de pasos ejecutables por separado, el control sobre el trabajo se mueve sobre la organización, el jefe o gerente," ella escribe. "En términos políticos, las tecnologías prescriptivas son "diseños para el cumplimiento." Para ella, los trabajadores acostumbrados a seguir las reglas prescriptivas están también acostumbrados a ver el control externo y el cumplimiento interno como algo normal y necesario. También llegan a creer que sólo hay una manera prescrita de la realización de una amplia variedad de tareas. "Si bien no hay que olvidar que estas tecnologías prescriptivas son a menudo excesivamente eficaces y eficientes, pero también conllevan una enorme hipoteca social. La hipoteca significa que vivimos en una cultura de cumplimiento, que estamos cada vez más condicionados para aceptar la ortodoxia como algo normal y a aceptar que sólo hay una forma de hacer "eso"".
Franklin señala que las tecnologías prescriptivos han ido más allá de la producción de materiales para llegar a las áreas de administración, gobierno y servicios sociales. Ella argumenta que las tareas que requieren de crianza o cuidado de las personas, en salud y educación por ejemplo, se realizan mejor holísticamente. Sin embargo, tales tareas se están realizando cada vez más bajo la influencia de la ayuda de tecnologías preceptivas, basadas en lo que Franklin llama un modelo de producción. El profesor Heather Menzies, un admirador de Franklin, describe por ejemplo, cómo se llevan a cabo tareas de enfermería mediante listas de registro computarizadas que dejan poco tiempo para lidiar con lo inesperado o hablando con pacientes que se encuentran solos o angustiados. La misma Franklin señala que las escuelas y universidades hacen pruebas a los estudiantes y los incitan a basarse en horarios de producción, "si alguna vez existió un proceso holístico, un proceso que no puede ser dividido en pasos rígidamente predeterminados, esa es la educación"

### La tecnología y el poder

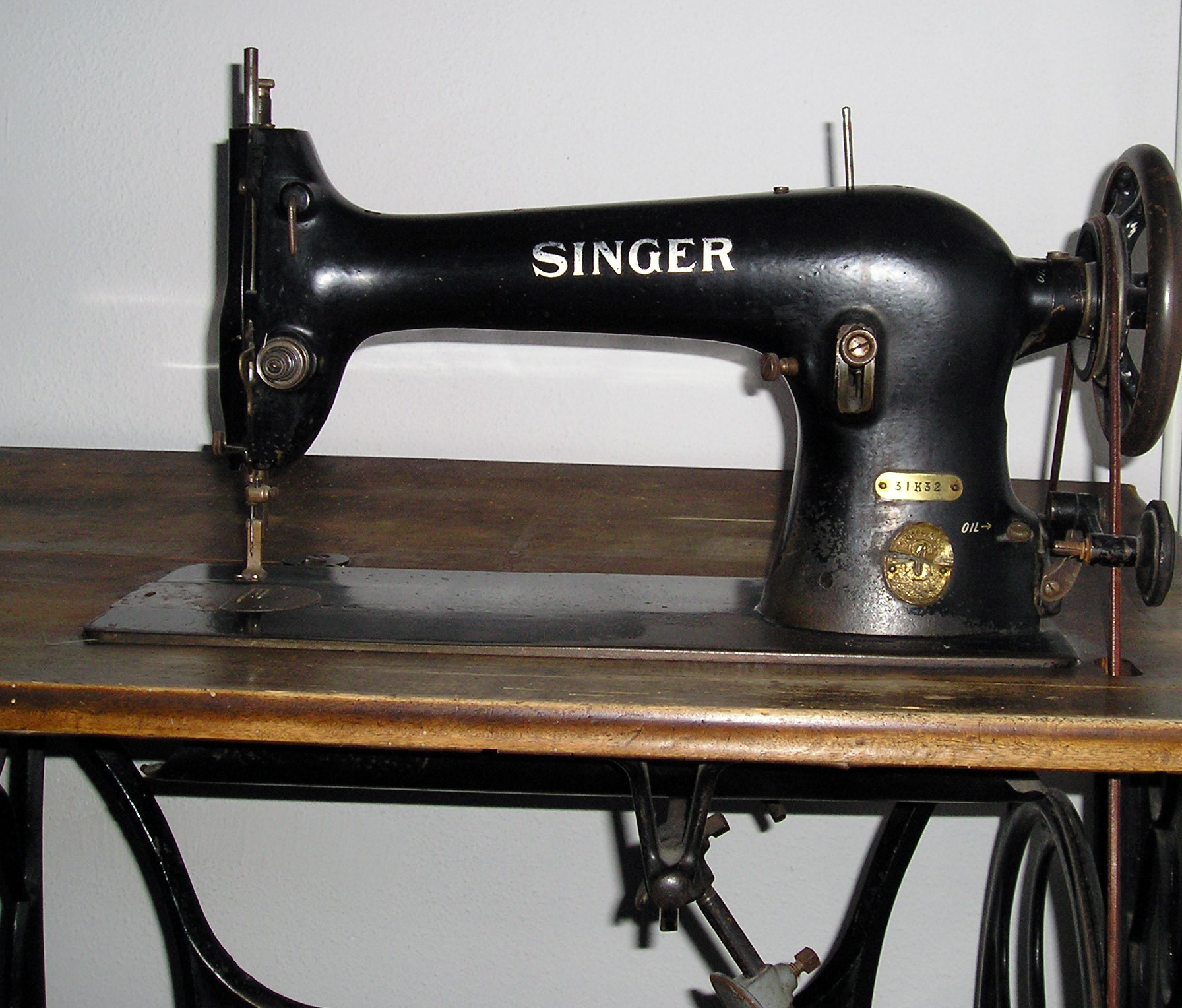
Franklin escribe que las máquinas de coser, se dieron como resultado de la producción industrial de ropa barata en maquiladoras que explotaban la mano de obra femenina.

Ursula Franklin rechaza la idea de que las tecnologías poderosas automáticamente determinan las formas en las que personas viven y trabajan. Ella sostiene que los usos de la tecnología no son necesariamente inevitables, pero son el resultado de elecciones conscientes. Las tecnologías prescriptivas dominantes establecen estructuras de poder y control, que origina lo que Franklin ve como patrones masculinos de jerarquía, autoritarismo, competencia y exclusión. Las máquinas de coser fueron introducidas al mercado en 1851 con la promesa de que liberarías a las mujeres de la servidumbre doméstica; pero cuando las máquinas terminaron en talleres y fábricas de producción barata de ropa, la nueva tecnología se utilizó para explotar a las trabajadoras femeninas. "Una tecnología estrictamente prescriptiva con la clásica división del trabajo surgió de la introducción de máquinas nuevas, supuestamente liberadoras 'domésticas'," afirma Franklin. "En la evolución posterior de la industria del vestido, muchos de los procesos del diseño, corte y montaje comenzaron a ser automatizados, a menudo con exclusión total de los trabajadores". Así mismo, ella señala diferentes ejemplos en otras industrias como por ejemplo, cuando las operadoras ayudaron a introducir el teléfono sólo para ser reemplazadas por centrales automatizados después de que la tecnología se había establecido con éxito, mientras que los secretarios se esforzaron por hacer que la función de las máquinas de escribir mecánicas temprano correctamente, pero terminaron por llevar a cabo tareas cada vez más fragmentados y sin sentido.
"Muchos de los sistemas tecnológicos, cuando se examina por contexto y el diseño en general, son básicamente anti-personas", Franklin escribe."Las personas son vistas como fuentes de problemas, mientras que la tecnología es vista como una fuente de soluciones."" Como resultado, la gente vive y trabaja en condiciones estructuradas para el bienestar de la tecnología a pesar de que los fabricantes y los promotores siempre presentan las nuevas tecnologías como liberadores. "Los sueños de volar, del transporte privado rápido, de comunicación instantánea a través de los continentes, y de máquinas útiles, de toda la liberación del estrés del duro trabajo físico el trabajo o el trabajo del hogar." Sin embargo, una vez que tecnologías son aceptadas y normalizadas, a menudo esclavizan o desplazan a sus usuarios. Franklin argumenta que el trabajo podría ser menos prescriptivo en los lugares de trabajo que son menos jerárquicos, si adoptamos prácticas más holísticas basadas en la manera en la que las mujeres trabajan tradicionalmente como amas de casa por ejemplo, o en el cuidado de los niños.

### Tecnologías de comunicación
Franklin cree que las tecnologías de comunicación poderosas han reformado las realidades políticas y sociales, distanciando personas unas de otras y de sus entornos inmediatos. La radio y la televisión, por ejemplo, transmiten mensajes instantáneamente desde lejos — los mensajes que están separados de las experiencias de personas en las proximidades donde viven y trabajan. Franklin los llama mensajes de pseudo realidad. Ella escribe que están basadas en imágenes que se construyen, puesta en escena y seleccionados para crear efectos emocionales y con la ilusión de "estar ahí" como participante, no sólo como un observador. Sin embargo, ella afirma que las tecnologías de comunicación unidireccionales reducen o eliminan la reciprocidad, el dar y recibir normal de las comunicaciones cara a cara.
De acuerdo con Franklin, los segmentos seleccionados o las pseudo realidades que se convierten en historias son producidas para atraer y mantener la atención de las personas, enfocándose en un sistema inusual sobre lo usual. Ella reconoce que nadie está obligado a ver la televisión o a escuchar la radio; la gente puede explorar otros canales de comunicación. Pero los pseudo realidades creadas por los medios de comunicación están todavía allí "y el mundo está estructurado para creer en ellos". Ella argumenta que imágenes enviadas desde lejos se han apoderado de gran parte de nuestra realidad cotidiana como una fuerza de ocupación inmensamente poderosa. "Y en algún lugar, alguien tendrá que preguntar, '¿Por qué el derecho de cambiar nuestro ambiente mental — para cambiar los constructos de nuestras mentes y los sonidos que nos rodean — parece que ha sido entregado sin consentimiento de nadie?'"

### El silencio y lo común
"El silencio," Franklin escribe,"posee semejanzas significativas a los aspectos de la vida y de la comunidad, tales como el agua potable, el aire o el suelo, que eran una vez tomados como normales, pero se han convertido en especiales y preciosos en entornos tecnológicamente mediados." Ella argumenta que la capacidad tecnológica para separar el sonido grabado desde su fuente hace el sonido tan permanente como el elevador Muzak que juega sin parar en lugares públicos sin el consentimiento de nadie. Para Franklin, esa música "enlatada" es una tecnología manipuladora programada para generar respuestas emocionales predecibles y aumentar las ganancias privadas. Compara esta destrucción de silencio a las leyes del gabinete británico cercando los elementos comunes para la agricultura privada.
Franklin cree también que la base de la fuerza del silencio es su apertura a eventos no planificados. La comunidad Quaker, escribe, adora a Dios en silencio colectivo. "Creo que si alguno de ellos asistió a una reunión cuáquera, fue particularmente sobre una base regular," ella dijo en una conferencia de 1993 sobre ecología acústica, "te parecería que de repente, en el silencio, alguien hablará acerca de algo que sólo había entrado en su mente. Es algo extraño, pero la fuerza del silencio colectivo es probablemente una de las más poderosas fuerzas espirituales". Franklin defiende el derecho humano al silencio público — negociar un ascensor libre de música por ejemplo, o cabildeo para habitaciones tranquilas en edificios públicos. También recomienda iniciar y finalizar las reuniones con unos minutos de silencio.

## Vida personal
En el año de 1952, Ursula Franklin casó con Fred Franklin, quienes habían estado expuestos al cuaquerismo en Inglaterra. No tenían familia en Canadá y, después de que nacieron sus dos hijos, buscaron un hogar espiritual. "Éramos pacifistas antes de que fuéramos parte de los Quaker". Franklin dice, "pero fue una transición muy fácil el cuaquerismo para nosotros, y ha sido un muy buen hogar, así como una familia extendida para nosotros y para nuestros hijos."

## Premios y honores
Franklin ha recibido numerosos premios y honores durante su larga carrera. En 1984, se convirtió en la primera mujer en la Universidad de Toronto nombrada "Profesora de la Universidad", un título especial que es el más alto honor que otorga la Universidad. Fue nombrada Oficial de la Orden of Canada en 1981 y como "Compañero de la Orden" en 1992. Así mismo, fue llamada a la Orden de Ontario en 1990. En 1982, se le dio el premio de mérito para la ciudad de Toronto, principalmente por su trabajo en la planificación del barrio. Recibió una membresía honoraria en Delta Kappa Gamma, una sociedad internacional para los educadores de las mujeres en 1985. Dos años más tarde, le recibió el Elsie Gregory McGill Memorial Award por sus contribuciones a la educación, ciencia y tecnología. En 1989 recibió el premio de Wiegand que reconoce a los canadienses que han hecho contribuciones significativas a la comprensión de las dimensiones humanas de la ciencia y la tecnología. Después, en 1991 recibió premio del Gobernador General en conmemoración del Caso de la Persona para hacer avanzar la igualdad de mujeres y niñas en Canadá. Recibió la Medalla Pearson de la Paz en el 2001 por su trabajo en derechos humanos. Ella tiene una escuela de Toronto que conmemora su nombre, "Ursula Franklin Academy". Durante el 2014, Franklin fue galardonada con uno de los primeros premios Adrienne Clarkson, que hacen honor a logros sobresalientes en el servicio público. También, fue colocada en el Salón de la Fama Canadiense de la Ciencia y la Ingenieriá en el 2012, así como ha recibido títulos honorarios de más de una docena de universidades canadienses incluyendo un Doctorado en Ciencias por parte de la Universidad de Queen y doctorado en letras humanas de la Universidad Mount Saint Vincent, ambos premiados en 1985.